# Gschriet
Gschriet je naselje v Občini Ferndorf v Okraju Beljak-dežela na Koroškem v Avstriji.